# Кант, Эдгар
Эдгар Кант (эст. Edgar Kant, 21 февраля 1902, Ревель, Российская империя — 16 октября 1978, Лунд, Швеция) — эстонский географ, один из основоположников социальной географии, ректор Тартуского университета (1941—1944).

## Биография
Родился в 1902 году в Ревеле, в купеческой семье. Учился в Тартуском университете. Был одним из первых учеников финского географа Йоханнеса Габриэля Гранё, который в 1919 году стал профессором в Тарту. Начало научной карьеры Эдгара Канта совпало с первыми годами независимости Эстонии, когда потребность молодого государства в региональных географических исследованиях была велика.
После окончания обучения много путешествовал, был в Швейцарии, Венгрии, Франции, Голландии, Германии, Алжире. В 1923—1924 годах занимал должность ассистента в Тартуском университете, в 1926 году опубликовал исследование городской морфологии Тарту, основанное на обширном собранном материале эмпирических данных о взаимосвязях между городом и окружающей его местностью. Эдгар Кант уделял большое внимание роли городов в развитии Эстонии, в то время преимущественно аграрной страны, лишь четверть населения которой жила в городах. В 1934 году защитил в Тартуском университете диссертацию «Проблемы окружающей среды и населения в Эстонии», посвящённую формированию городской сети центральной Эстонии. В этом труде, в частности, он предложил рассматривать Балтику («Балтоскандию») как самостоятельный географический регион, частью которого выступает Эстония. В том же году стал доцентом университета.

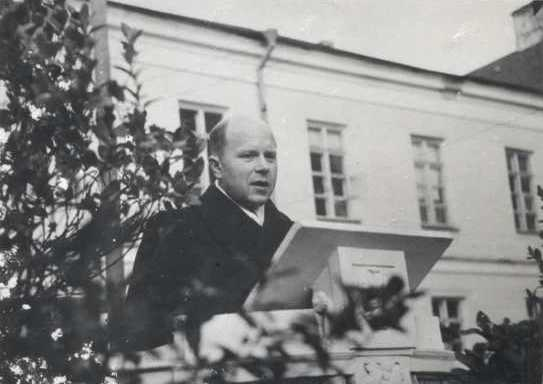
Эдгар Кант выступает на закладке первого камня химического факультета Тартуского университета (1938)

С 1936 года — профессор экономической географии, в 1938—1940 годах — проректор Тартуского университета. В 1938 году стал одним из первых и самым молодым из 12 академиков, назначенных во вновь созданную Академию наук Эстонии, и стал заведующим секцией гуманитарных наук. Участвовал в создании атласа Эстонии. В 1939 году награждён орденом Белой звезды III степени.
Присоединение Эстонии к СССР Эдгар Кант не приветствовал, считая, что советскому вторжению эстонцы должны противодействовать по примеру Финляндии. В 1940 году ушёл со всех занимаемых постов.
В 1941—1944 годах (во время немецкой оккупации) Эдгар Кант — временный ректор Тартуского университета. Фактически приступил к обязанностям ректора 20 июля 1941 года.
Одним из первых распоряжений нового ректора было изъять из всех университетских библиотек книги коммунистического содержания и передать все русскоязычные книги, появившиеся в университете за время советской власти, на специальное хранение. В феврале 1942 года с претензией о недостаточной квалификации из университета были уволены все преподаватели русского языка (10 человек), а также ряд других преподавателей, русских по национальности.
Тем не менее усилиями Эдгара Канта, не гнушавшегося иной раз с оружием лично патрулировать территорию, всё время немецкой оккупации Тартуский университет продолжал действовать, удалось спасти его коллекцию и оборудование. В том числе, была сохранена и работала кафедра славистики университета, студенты продолжали получать дипломы по славянской филологии и была даже защищена одна докторская диссертация.
Эдгар Кант открыто поддерживал немецкую оккупационную администрацию, в ноябре 1943 года на частном совещании бывших государственных деятелей независимой Эстонии он в числе других деятелей призывал активно пропагандировать вступление эстонцев в немецкую армию.
После возврата Эстонии под контроль Советского Союза был вынужден покинуть родину. В советской Эстонии Канта называли предателем; в вину ему, в частности, вменялась передача Эстонскому правительству в изгнании драгоценного металла из фондов Тартуского университета, расцененная как кража.
Продолжил научную работу в Швеции, в Лундском университете, с 1945 по 1947 год — в архиве университета; в 1947—1950 годах в качестве преподавателя, до 1963 года — научным сотрудником, в 1963—1967 годах на должности профессора. Обширные международные связи Эдгара Канта оказали существенное влияние на развитие шведской географической науки. Основными направлениями исследований Эдгара Канта в это время были модернизация регионального административного деления Швеции, изучение миграционных потоков, в последующие годы он заинтересовался историей географической терминологии. С 1965 года Эдгар Кант участвовал в работе по созданию международного географического словаря, специализируясь на региональной географии. Умер в 1978 году в Лунде.
Социографическое и антропоэкологическое наследие Эдгара Канта до настоящего времени не потеряло актуальности и продолжает широко изучаться.
Вошёл в составленный в 1999 году по результатам письменного и онлайн-голосования список 100 великих деятелей Эстонии XX века.